# Puerta de Liadski
La Puerta de Liadski (en ucraniano: Лядські ворота / Liadski vorota) también conocida como Puerta Léchitique, es un monumento en la Plaza de la Independencia en Kiev, Ucrania. 
La puerta fue construida en 2001 en el lugar donde existía en la Edad Media la puerta del sudeste de la ciudad de Kiev. En la puerta destaca la estatua de bronce y oro de San Miguel Arcángel como patrono de Kiev, colocada en 2002. Dicha estatua sustituyó al anterior símbolo de la ciudad, la hoja kashtan (hoja de castaña). La Puerta de Liadski y sobre todo el Arcángel es el principal símbolo de Kiev.